# محمود كجك (لاعب كرة قدم)
محمود أحمد كجك (من مواليد 29 أبريل 1990) هو لاعب كرة قدم لبناني سابق لعب كلاعب خط وسط أو ظهير.

## مهنة النادي
انضم محمود إلى نادي الصفاء على سبيل الإعارة لمدة عام واحد قادماً من الأنصار في 18 سبتمبر 2013. في 14 أغسطس 2014، انتقل إلى الراسينغ بيروت. ثم تقاعد بعد ذلك، وبعدها عاد من التقاعد في صيف 2021، ووقع مع سبورتينغ الصاعد حديثًا.

## مهنة دولية
لعب محمود مع لبنان في مباراتين وديتين عام 2016، ضد البحرين وأوزبكستان.

## الإنجازات
الأنصار
- كأس الاتحاد اللبناني: 2011–12
- كأس السوبر اللبناني: 2012

الصفاء
- كأس السوبر اللبناني: 2013

الرايسينغ بيروت
- كأس التحدي اللبناني: 2016، 2017

## روابط خارجية
- محمود كجك على موقع أف آي لبنان (FA Lebanon)
- محمود كجك على فرق كرة القدم الوطنية.كوم
- محمود كجك  على سكروي (2011–2017)
- محمود كجك  على سكروي (2014–2018)
- اللاعب محمود كجك على موقع كووورة.